# Duy tân tam kiệt
Ở Nhật Bản, Duy Tân tam kiệt là những người đóng vai trò quan trọng trong cuộc Minh Trị Duy Tân. Họ được gọi là Ishin no Sanketsu (維新の三傑) trong tiếng Nhật.
Duy Tân Tam Kiệt bao gồm:
- Ōkubo Toshimichi từ phiên Satsuma (Satsuma-han)
- Saigō Takamori từ phiên Satsuma (Satsuma-han)
- Kido Takayoshi (còn được gọi là Katsura Kogorō) từ phiên Chōshū (Chōshū-han)

Cả ba người này đều lần lượt qua đời trong khoảng từ năm 1877 (năm Minh Trị thứ 10) đến năm 1878 (năm Minh Trị thứ 11).